# Johnny Valentine
Johnny Valentine (nascido John Theodore Wisniski, 22 de setembro de 1928 - 24 de abril de 2001) foi um lutador de wrestling profissional polaco-americano, tendo atuado por quase de três décadas, tendo sido introduzido em quatro Hall of Fames. Wisniski foi o pai do também lutador de wrestling profissional Greg "The Hammer" Valentine.
Em 1975, Valentine foi ferido num acidente de avião e forçado a se aposentar do wrestling. Ele trabalhou por um curto período como manager antes de se aposentar de vez. Valentine sofreu de vários problemas de saúde durante a sua carreira, problemas que vieram a piorar com a idade. Johnny Valentine morreu em 2001 depois de ser internado por causa de uma forte febre.

## Títulos e Prêmios
- All Japan Pro Wrestling
  - NWA International Tag Team Championship (versão japonesa) (1 vez) – com Killer Karl Krupp
  - NWA United National Championship] (1 vez)
- Capitol Wrestling Corporation/World Wide Wrestling Federation
  - NWA United States Tag Team Championship (3 vezes) – com Buddy Rogers (1), Bob Ellis (1), e Dr. Jerry Graham (1)
  - WWWF United States Tag Team Championship (1 vez) – com Tony Parisi
- Championship Wrestling from Florida
  - NWA Brass Knuckles Championship (Florida version) (1 vez)
  - NWA Florida Heavyweight Championship (3 vezes)
  - NWA Southern Heavyweight Championship (Florida version) (1 vez)
  - NWA Southern Tag Team Championship (Florida version) (1 vez) – com Boris Malenko
- IHW Entertainment
  - Hall of Fame (Classe de 2010)
- International Wrestling Association (Chicago)
  - IWA International Heavyweight Championship (Chicago version) (1 vez)
- International Wrestling Association (Montreal)
  - IWA International Heavyweight Championship (Montreal version) (1 vez)
- Maple Leaf Wrestling
  - NWA International Tag Team Championship (Toronto version) (5 vezes) – com Bulldog Brower (1), The Beast (1), Jim Hady (1), e Whipper Billy Watson (2)
  - NWA United States Heavyweight Championship (Toronto version) (7 vezes)
- Mid-Atlantic Championship Wrestling
  - NWA Mid-Atlantic Heavyweight Championship (2 vezes)
  - NWA United States Heavyweight Championship (Mid-Atlantic version) (1 vez)
- Mid-South Sports
  - NWA Georgia Heavyweight Championship (2 vezes)
- National Wrestling Alliance
  - NWA Hall of Fame (Classe de 2011)[3]
- NWA Detroit
  - NWA United States Heavyweight Championship (Detroit version) (3 vezes)
  - NWA United States Television Championship (3 vezes)
- NWA Los Angeles
  - NWA "Beat the Champ" Television Championship (1 vez)
- NWA Mid-Pacific Promotions
  - NWA Hawaii Tag Team Championship (1 vez) – com Ripper Collins
- NWA Minneapolis Wrestling and Boxing Club
  - NWA World Tag Team Championship (Minneapolis version) (1 vez) – com Chet Wallick
- NWA Western States Sports
  - NWA North American Heavyweight Championship (Amarillo version) (1 vez)
- National Wrestling Federation
  - NWF Heavyweight Championship (2 vezes)
  - NWF North American Heavyweight Championship (2 vezes)
- Pro Wrestling Illustrated
  - PWI Most Inspirational Wrestler of the Year (1973)[4]
  - PWI Stanley Weston Award (póstumo) em 2001
- Professional Wrestling Hall of Fame
  - Classe of 2006
- Stampede Wrestling
  - NWA Calgary Canadian Heavyweight Championship (2 vezes)
  - Stampede Wrestling Hall of Fame[5]
- St. Louis Wrestling Hall of Fame
  - (Classe de 2007)
- Wrestling Observer Newsletter awards
  - Wrestling Observer Newsletter Hall of Fame (Classe de 1996)